# Hadi Abd-el-Rahman el-Madhdi
Hadi Abd-el-Rahman el-Madhdi, född 1915, död 1970, var en religiös och politisk ledare i Sudan. Han var son till Abd-el-Rahman el-Mahdi. Han blev aktiv i Umma-partiet, och 1961 blev han imam inom rörelsen Ansar. Efter militärkuppen 1969 drog han sig tillbaka till ön Aba i Vita Nilen, och det kom till öppen konflikt mellan honom och militären där. Den 31 mars 1970 förstod ledaren för militärregimen, Gaafar Mohamad Numeiry, att el-Mahdi hade blivit dödad, då militären besköt hans bil i Kurmuk vid den sudanes-etiopiska gränsen.